# Шадек
Ша́дек (пол. Szadek) — місто в центральній Польщі.
Належить до Здунськовольського повіту Лодзького воєводства.

## Демографія
Демографічна структура станом на 31 березня 2011 року:
|          | Загалом | Допрацездатний вік | Працездатний вік | Постпрацездатний вік |
| -------- | ------- | ------------------ | ---------------- | -------------------- |
| Чоловіки | 958     | 200                | 654              | 104                  |
| Жінки    | 1072    | 186                | 615              | 271                  |
| Разом    | 2030    | 386                | 1269             | 375                  |